# عاشیق

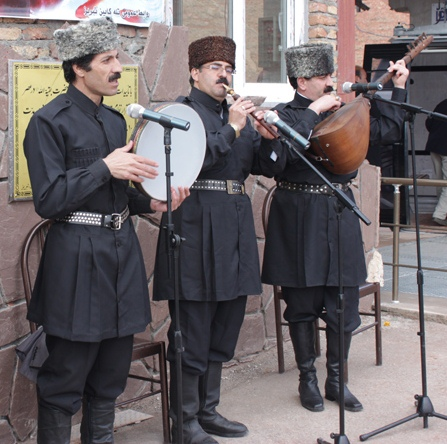
تصویری از گروه موسیقی آشیق لار. تله کابین تبریز. نوروز ۱۳۹۰.

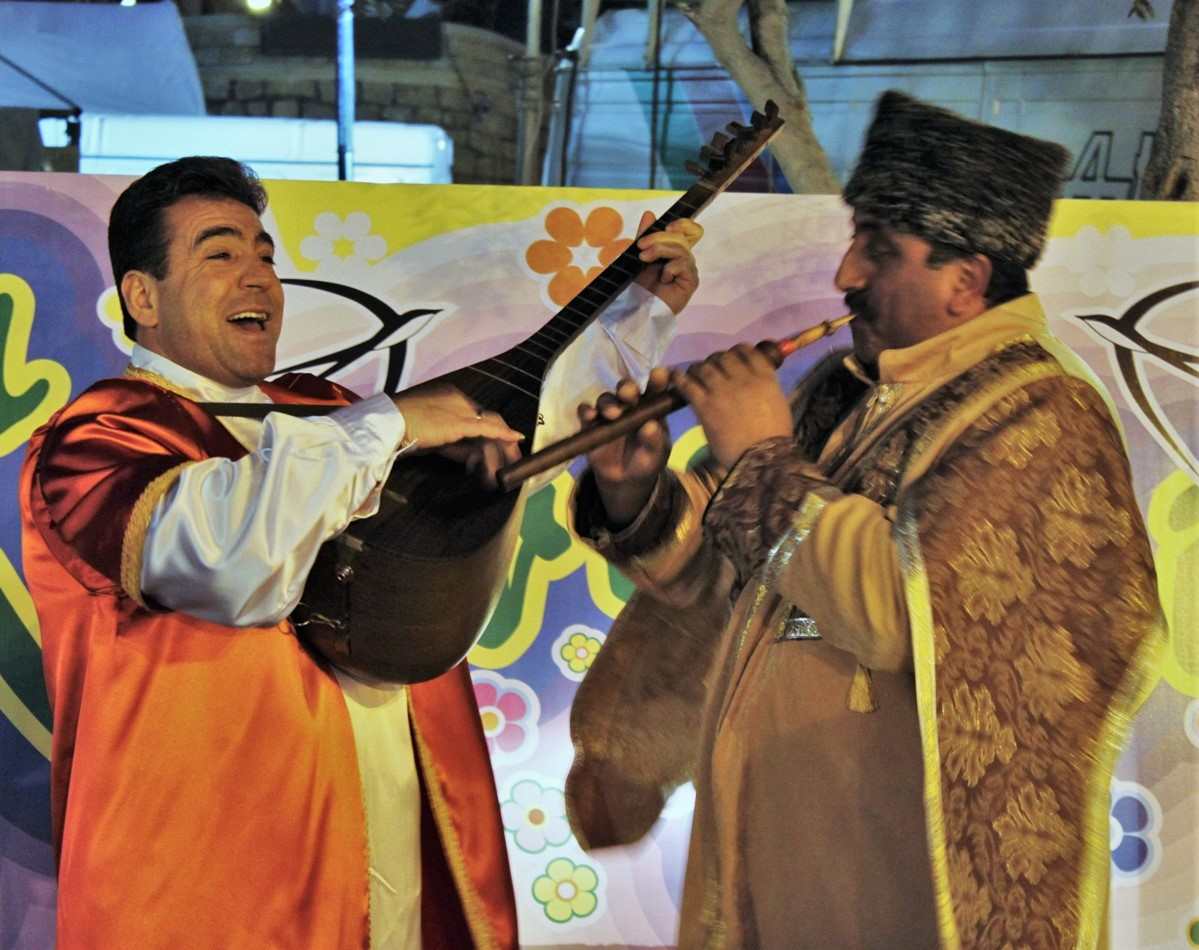
اجرای موسیقی عاشقی به مناسبت نوروز در باکو.

عاشیق یا آشیق یا عاشق (به ترکی آذربایجانی: Aşıq، به ترکی استانبولی: Âşık) عارف و نغمه‌سرای سیاری است که ساز می‌نوازد و آواز می‌خواند. پیش از جا افتادن لغت «عاشیق» این صنف با کلمه ترکی اوزان شناخته می‌شد. عاشیق‌ها اغلب در بداهه‌خوانی مهارت دارند و شعر و آهنگ تصنیف‌های خودشان را هم گاهی خود آنها می‌سازند. نظائر عاشق‌های آذربایجان در میان دیگر ترک‌زبانان، با نام‌های عاشوق، بامسی، باکسی، بخشی و… مشهور بوده‌اند و برخی اقوام و ملل غیر ترک نیز عاشیق را با همین مشخصات و گاه با همین نام و یا با نام‌های دیگر دارند. بخشیها و بخشوهای جنوب ایران و دیگر مناطق و نواحی ایران از آن جمله‌اند. در طول تاریخ اقوام ترک، فرمان‌روایان همواره در سفرهای جنگی اوزان‌ها را به همراه می‌بردند تا با بیان اشعار حماسی لشکریان را تشجیع کنند.عاشیق‌ها اغلب اشعاری درباره اهل بیت هم بیان می‌کنند.

## تاریخچه
سنت عاشقی در فرهنگ ترکی آناتولی، آذربایجان و ایران در عقاید شمنی ترکان باستانی ریشه دارد. عاشق‌های قدیم با لغاتی مانند بخشی، دده (روحانی) و اوزان نامیده شده‌اند. انتقال شفاهی فرهنگ، ترویج ارزش‌ها و سنن فرهنگی از جمله وظایف این صنف بود. براساس حماسه‌نامه دده قورقود ریشه عاشق‌ها حداقل به قرن هفتم میلادی می‌رسد. کتاب دده قورقود شامل ۱۲ داستان راجع به دوران مهاجرت اوغوزها "قبیله‌ای صحرا گرد از ترکان" از آسیای میانه به ترکیه و آذربایجان است. موسیقی عاشیقی به تدریج در طی این مهاجرت بزرگ و چالش‌های منتجه با ساکنان اصلی مناطق تکامل یافت. یکی از مؤلفه‌های این تکامل پذیرش ارادی اسلام توسط ترک‌ها بود. دراویش ترک، در تلاش برای گسترش دین بین هم زبانان کوچ‌نشین خود، زبان توده‌ها و موسیقی توده‌ای را مؤثر یافتند. بدین‌ترتیب، موسیقی عاشیقی پا به پای ادبیات عرفانی رشد کرده و صیقل یافت. آغاز این همزیستی به زمان خواجه احمد یساوی می‌رسد.
برجسته‌ترین حادثه در تاریخ موسیقی عاشیقی بر تخت نشستن شاه اسماعیل یکم صفوی (۱۴۸۷–۱۵۲۴) بود. شاه اسماعیل پادشاهی شاعر بود، که با تخلص ختایی یک دیوان مثنوی در وصف علی بن ابی‌طالب سروده بود. این پادشاه خود را یک عاشیق به حساب می‌آورد، و چنان به این هنر وابسته بود که در شعری همراه داشتن ساز را جز ارکان اربعه انسانیت شمرده است:
| Bu gün ələ almaz oldum mən sazım       |  | امروز سازم را به دست می‌گیرم              |
| Ərşə dirək-dirək çıxar avazım          |  | تا آوازم در افلاک طنین اندازد            |
| Dörd şey vardır hər qarındaşa lazım    |  | فریاد سر می‌دهم که آدمیت بر چهار رکن است: |
| Bir elm, bir kəlam, bir nəfəs, bir saz |  | علم، کلام، نفس و ساز                     |

بنا بر نظر فوأد کپرولو در زمان شاه اسماعیل لغت عاشیق جایگزین اوزان شد. در واقع می‌توان گفت که در آذربایجان فرهنگ عاشیقی، در فرم کنونی، یادگار شاه اسماعیل صفوی است.
با زوال سلسله صفوی فرهنگ ترکی در میان طبقه حاکمه ایران کمرنگ‌تر شد. در عوض، هنر عاشقی در فرم داستان‌های منظوم عامیانه در متن جامعه به بقای خود ادامه داد. در دوران دودمان پهلوی فرهنگ آذربایجان دچار رکود شد. با این‌حال، علی‌رغم ممنوعیت ضمنی نوشتن به زبان ترکی، موسیقی عاشقی تحمل می‌شد. عاشیق‌ها در قهوه‌خانه‌های تبریز و ارومیه و شهرهای دیگر برنامه اجرا می‌کردند. در تبریز ساز عاشیق با بالابان و قاوال همراهی می‌شد ولی در ارومیه اجرای تکساز رایج بود. در دوره ده ساله بعد از انقلاب اسلامی موسیقی عاشقی، همانند دیگر موسیقی‌ها، تا حدی ممنوع شد. در سال‌های میانی دهه شصت، عاشیق رسول قربانی، که به سختی با پارچه فروشی زندگی می‌کرد، خواندن آوازهایی با مضامین مذهبی و انقلابی را آغاز کرد. دولت ایران به زودی به اهمیت تبلیغی این ژانر موسیقی پی برده و موسیقی عاشقی را ترویج کرد. در حال حاضر موسیقی عاشقی در اوج شکوفایی است.

تمبری از دوران اتحاد جماهیر شوروی برای یادبود هفتادمین سالگرد تولد صمد وورغون سراینده آوازهای عاشیقی.

بعد از فروپاشی اتحاد جماهیر شوروی جمهوری‌های تازه استقلال یافته در قفقاز و آسیای میانه بخشی از هویت فرهنگی خود را در سنت عاشقی جستجو کردند؛ اتفاقی که موقعیت اجتماعی عاشق‌ها را بالا برد. در نتیجه موسیقی عاشقی، با تجربه کردن نوآوری‌ها، با اجراهای حرفه‌ای مناسب برای محیط های شهری سازگار شد. برای نمونه، در مسابقه آواز یوروویژن ۲۰۱۲، در بخشی از اجرای تیم جمهوری آذربایجان آلات عاشیقی نواخته شدند. به‌علاوه، در نتیجه تلاش‌های دولت جمهوری آذربایجان، سپتامبر ۲۰۰۹، هنر عاشقی آذربایجان در لیست معارف فرهنگی یونسکو قرار گرفت.

## ضرورت‌های موسیقی عاشیقی
استادی در هنر عاشیقی مستلزم توانایی هم‌زمان در سخن (شامل شاعری و به یاد داشتن داستان‌های عاشیقی) و نواختن ساز است. بر این اساس است که عاشیق‌ها در توصیف هنر خویش هر دو لغت ساز و سوز (söz) را با هم بکار می‌برند. صمد ورغون، سراینده معروف آوازهای عاشیقی، در این باره می‌گوید،
| Binələri çadir çadir       |  | قله‌های بی‌شمار مانند چادرها برافراشته شده‌اند |
| Çox gəzmişəm özüm dağlar   |  | من اغلب این کوه‌ها را گشته‌ام                 |
| Ilhamini səndən ali        |  | از شما کوهساران است که الهام می‌گیرد         |
| ءMənim sazim, sözim dağlar |  | هم ساز من هم سخنم                           |

### آلات موسیقی عاشیقی

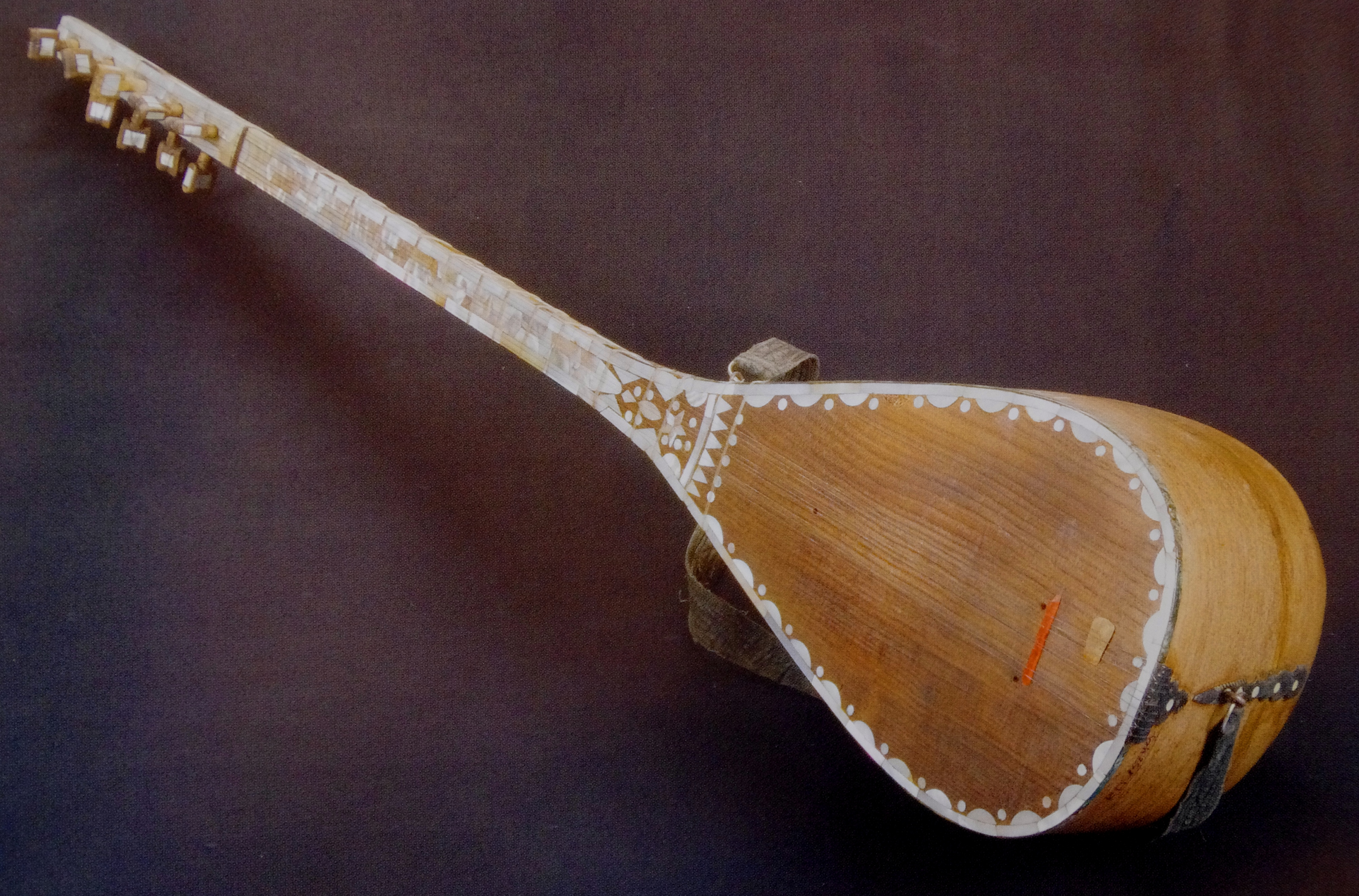
چگور

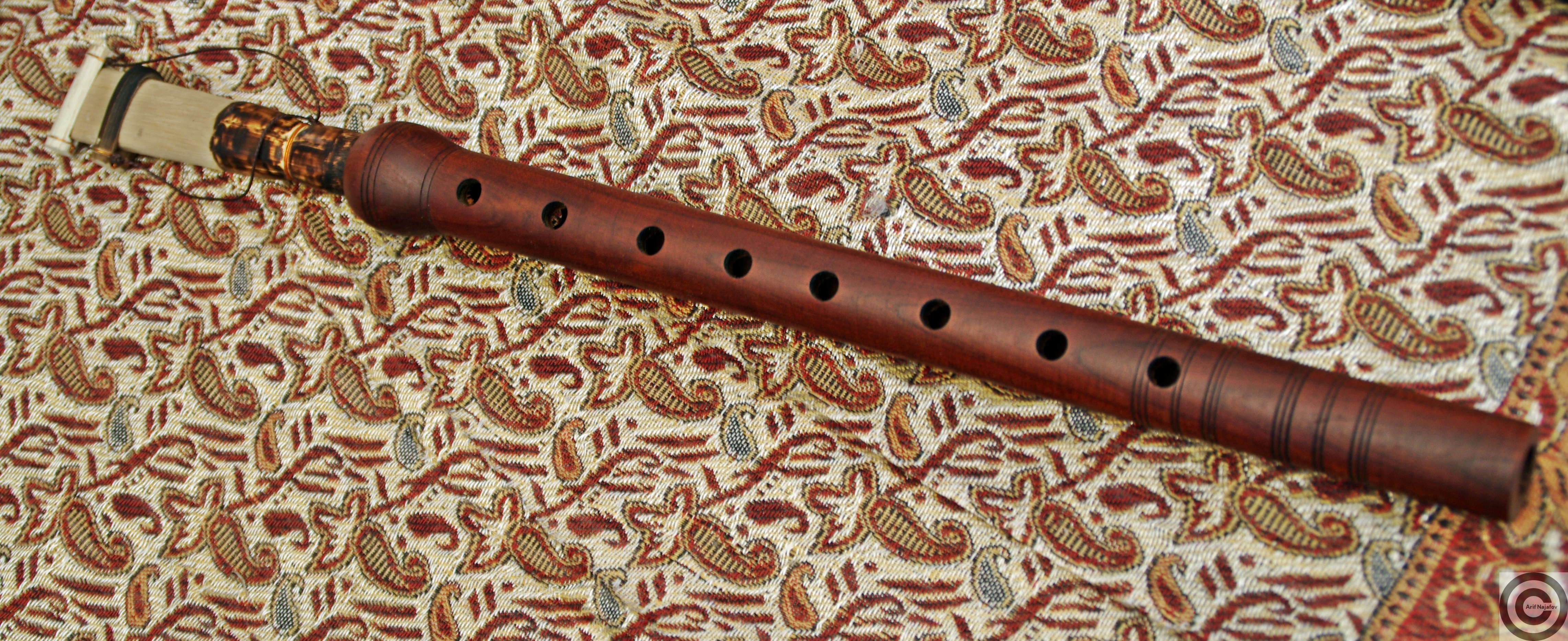
بالابان

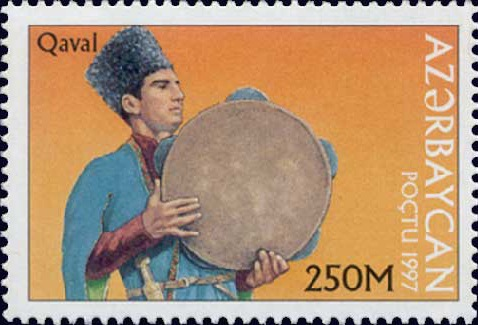
قاوال بر روی تمبر

عاشیق‌ها در اجرای موسیقی خود از ۳ آلت موسیقی (ساز، بالابان و قاوال) بهره می‌جویند.
ساز عاشیقی، که عموماً با تک لغت ساز شناخته می‌شود، با قوپوز و چگور هم‌خانواده است و از جهات زیادی به باغلاما شباهت دارد. ساز کاسه‌ای حجیم و نیمه گلابی، از چوب درخت توت، و دسته‌ای از چوب درخت گردو یا زردآلو است که روی آن سیم و پرده‌ها را برای نواختن آهنگ‌های گوناگون نهاده‌اند. ساز عاشیقی با مضراب نواخته می‌شود. روی بسیاری از سازهای عاشیقی تزئیناتی از جنس صدف، استخوان یا پلاستیک‌های رنگی دیده می‌شود. ساز دارای ۲۰ پرده است و از ۹ سیم تشکیل می‌شود. در این آلت موسیقی هفت پرده اصلی و پنج نیم پرده وجود دارد. اولین پرده سیم اول ساز بر اساس اوکتاو «do» تنظیم می‌شود. پرده‌های این ساز بر اساس اوکتاو، به قرار زیر است:
1. باش پرده/ اوکتاو/ اول صدای «Re»
2. آورتا پرده / اوکتاو/ اول صدای «Mi be mal»
3. شاه پرده / اوکتاو/ اول صدای «fa»
4. ایاق دیوانی پرده/ اوکتاو/ اول صدای «sol»
5. بایاق پرده/ اوکتاو/ اول صدای «La be mol»
6. آیاق شاه پرده/ اوکتاو / اول صدای «si be mol»
7. بئچه پرده / اوکتاو / اول صدای «do»

بالابان سازهای بادی با طول ۲۸۰ الی ۳۲۰ میلی‌متر است. این ساز ۹ سوراخ – یک سوراخ در قسمت زیرین ساز و هشت سوراخ در قسمت بالای ساز – دارد. وسعت صدای ساز از «sol» اوکتاو تا «do» اوکتاو دوم است. قاوال که از سازهای ضربی است از کشیدن پوست ماهی/ بز/ تلق بر روی دایره چوبی تشکیل می‌شود.
کوک ساز عاشیقی
ساز عاشیقی با کوک‌های مختلفی نواخته می‌شود. عاشیق‌هایی که تکنیک نوازندگی پیشرفته تری دارند و نیز تکنوازها از کوک‌های متنوع استفاده می‌کنند، اما متداول‌ترین، ساده‌ترین و عمومی‌ترین کوکی که بیشتر عاشیق‌ها از آن استفاده می‌کنند کوک زیر است:
(سیمها در سه دستهٔ ۳-۳-۳ ویا نوع رایج کنونی ۳-۲-۳ دسته‌بندی می‌شوند که هر گروه سیم تمام تارها با یک نت کوک می‌شوند که نوع معمول امروزی در کوک قوپوز از پایین به بالا: Re> Do> Do
می‌باشد.
دستان بندی ساز عاشیقی
سه روش مختلف دستان‌بندی در ساز عاشیقی وجود دارد که اختالفشان در تعداد دستان هاست. در قدیم این ساز ۹ دستان داشت و امروزه حدود ۱۶ دستان دارد و تکنوازان از سازهایی با ۱۹ تا ۲۲ دستان استفاده می‌کنند.

### سروده‌های عاشیقی
شایع‌ترین قالب‌های شعری عاشیق‌ها عبارتند از گرایلی، قوشما و تجنیس.

#### گرایلی (Gəraylı)
گرایلی از سه تا پنج بند تشکیل شده‌است. هر بند چهار مصراع دارد، و هر مصراع دارای هشت هجا است. سه مصراع هر بند با هم و مصراع آخر تمام بندها با همدیگر هم قافیه‌اند (... abcb, dddb, eeeb). در بند آخر، که مهربند نام دارد، سراینده تخلص خود را عنوان می‌کند. موضوع اشعار سروده شده در قالب گرایلی وصف زیبایها، طبیعت، و عشق است. نمونه:
| Sallandı, yana yeridi |  | Bir gözəl keçdi qarşıdan  |
| Od saldı cana, yeridi |  | Kiprik çaxdı, oğrun baxdı |
| ...                   |  | ...                       |

#### قوشما (Qoşma)
قوشما از سه، پنج، یا هفت بند تشکیل شده‌است. هر بند چهار مصراع دارد، و هر مصراع دارای یازده هجا است. سه مصراع هر بند با هم و مصراع آخر تمام بندها با همدیگر هم قافیه‌اند (... abcb, dddb, eeeb). در بند آخر، که مهربند نام دارد، سراینده تخلص خود را عنوان می‌کند. قوشما، بسته به محتوی کلامی، انواع مختلف دارد که معروفترین آن‌ها عبارتند از، استادنامه، وجودنامه، گزللمه (Gözəlləmə)، و قفل بند (Qıfılbənd). نمونه:
| Doğru sözün, düz ilqarın görmədim |  | Bivəfanın, müxənnəsin, nakəsin     |
| Namusun, qeyrətin, arın görmədim  |  | Namərdin dünyada çox çəkdim bəhsin |
| ...                               |  | ...                                |

#### تجنیس (Təcnis)
تجنیس تجنیس بر مبنای هم قافیه کردن کلمات جناس (لفظاً یکی و معناً مختلف) بنا شده‌است. تجنیس سه نوع است: دداق دیمز (Dodaqdəyməz)، ایاقلی (Ayaqlı)، و جیغالی (Cığalı). نمونه:
| Ya divani, ya da təcnis çal, a çal!    |  | Aşıq, götür doqquz telli sazını    |
| Əsirgəmə, kəlləsindən, çal, a çal!     |  | Düşmən üçün seç qılıncın sazını    |
| Qəmli aşıq qəlbin neçin döyünü?        |  | Yaxşı aşbaz tanır yaxşı düyünü     |
| Bir ilmək yox, üçün möhkəm çal, a çal! |  | Möhkəm bağla, açılmasın düyünü     |
| Faydasızdır zər-qızıllar, axçalar      |  | Nə vaxtacan fələk mənə ax çalar?   |
| Deyərlər ki, qoca aşıq, çal, a çal!    |  | Cavan Hüseyn, qara xəttin ağ çalar |

#### بایاتی (Bayatı)
بایاتی از انواع سروده‌های عاشیقی است که رواجش در بین عامه مردم، بیش از سایر انواع ادبی است. هر بایاتی چهار مصراع دارد وهر مصراع از ۷ هجا تشکیل می‌شود. مصراع‌های اول، دوم و چهارم هم قافیه بوده و مصراع سوم آن آزاد است. دو مصراع نخست تمهیدی برای گفتن جان کلام در مصراع‌های سوم و چهارم به کار گرفته شود. بایاتی شباهت بسیاری با دوبیتی دارد. بایاتی برگرفته از نام قومی قدیمی از اقوام» اوغوز «(ترک) یعنی» بایات «(بیات) بوده‌است. بایاتی‌های ساری عاشیق معروف هستند.
نمونه:
| Aşıq tərsinə quyon  |  | عاشیق را در خلاف جهت خاک کنید     |
| Yüyün tərsinə quyon |  | غسل داده بعد در خلاف جهت خاک کنید |
| Yaxşi nin qibləsinə |  | رو به قبله یاخشی                  |
| Məni tərsinə quyon  |  | مرا خلاف جهت خاک کنید             |

#### مشاعره(دئیشمه)
مشاعره در زبان ترکی دئیشمه (deyişmə) نامیده می‌شود، و در عمل نوعی مبارزه و دیالوگ دو آشیق به صورت پرسش و پاسخ است. به این نوع مبارزه در برخی نواحی ایران همچون ساوه و همدان، آچوب باغلَمه (açub bağleme) گفته می‌شود. در گذشته رسم بر این بود که در پایان این مبارزه عاشیق مغلوب سازش را به رقیبش تسلیم می‌کرد. نوع ساده‌تر و رایج تر دئیشمه مشاعره حروفی یا سوزلر دیشمه سی است، این نوع از مشاعره همانند مشاعره فارسی انجام می‌شود با این تفاوت که با ابیات ترکی انجام می‌شود نوع دیگری از دیشمه سچمه دیشمه (مشاعره گزینشی) نامیده می‌شود آشیق اول بیتی را خوانده و یک کلمه از بیت را مشخص می‌کند و خطاب به آشیق دوم می‌گوید سن دنه … دن یعنی تو بگو از کلمه … و آشئق دوم باید بیت را کامل کند. نوع سخت‌تر مشاعره یاریم یرپاق نامیده می‌شود و در آن آشیق مصرعی (یارپاق) از یک شعر را گفته و آشیق دوم باید مصرع (یارپاق) دوم همان شعر را همراه با ساز زدن بگوید. در تیر ماه ۱۳۹۰ شهرداری تبریز نخستین جشنواره عاشیقلار دئیشمه سی را برگزار کرده و به نفرات برتر جایزه‌ای به نام جایزه عاشیق عباس توفارقانلی را تقدیم نمود.

در اینجا، به عنوان مثال، یک نمونه از مشاعره خسته قاسم و لزگی احمد را می‌آوریم.
| او ندیریکی، اوتوزوندا، جواندیر |  | آن چیست که در سی جوان است              |
| اون بئشینده قوجالانان اولودور  |  | ولی پانزده اش پیر می‌نماید و فرتوت      |
| اوندریکی دیلی آیری، سؤزو بیری  |  | آن چیست که زبانش مجزا ولی حرفش یکی است |
| اوهانسی دریادیر ایچی دولودور؟  |  | آن کدام دریاست که پر و انباشته‌است؟     |

لزگی احمد:
| او، آی دیرکی، اوتوزوندا جواندیر |  | آن ماه است که در سی جوان است               |
| او نبئشینده قوجالانی اولودور    |  | و در ۱۵ اش پیر است و فرتوت                 |
| او قلم دیر، دیلی آیری، سؤزو ییر |  | آن قلم است که زبانش جدا ولی حرفش معلوم است |
| علم دریاسی هر دریادان دولودر    |  | و آن دریای دانش است از هر بحری پرتر است    |

### رفتار اجتماعی عاشیق
موسیقی عاشقی در طی تکامل خود اصولی را تدوین کرده که انتظار می‌رود توسط عاشق‌ها رعایت شود. این اصول در یکی از ساخته‌های عاشق علعسگر خلاصه شده‌است.
| Aşıq olub diyar-diyar gezenin    |  | آنکه در لباس آشیقی جهانگرد شود،       |
| Ezàl başdan pürkamalı gerekdi    |  | همان اول پر کمالی بایدش               |
| Oturub durmaqda edebin bile      |  | در نشست و برخاست آداب داند            |
| Me'rifet elminde dolu gerekti    |  | در علم معرفت باید کامل باشد           |
| Halqa heqiqetden metleb qandıra  |  | به خلق از معرفت چیزی آموزد            |
| Şeytanı öldüre, nefsin yandıra   |  | با اغماض از نفسش شیطان سوزاند         |
| El içinde pak otura, pak dura    |  | در بین خلق چشم پاک باشد،              |
| Dalısınĵa xoş sedalı gerekdi     |  | طوری‌که در پشتش حرفی گفته نشود         |
| Danışdığı sözün qiymetin bile    |  | موجز حرف زده قیمت کلمه را بداند       |
| Kelemesinden lel'i-gövher toküle |  | جوری که از حرفش گوهر ببارد،           |
| Mecazi danışa, mecazi güle       |  | در لفافه حرف زده و در لفافه بخندد     |
| Tamam sözü müâmmalı gerekdi      |  | گفتارش رمز گونه باشد                  |
| Arif ola, eyham ile söz qana     |  | همانند عارفان معنی ایهام بداند        |
| Namehremden şerm eyleye, utana   |  | از نامحرم شرم کند                     |
| Saat kimi meyli Haqq'a dolana    |  | بسان عقربه‌ای دور حقٔ بچرخد             |
| Doğru qelbi, doğru yolu gerekdi  |  | قلبی صاف و نیتی صاف داشته باشد        |
| Elesger haqq sözün isbatın vere  |  | علسگر حاضر است حرف حقٔ را اثبات کند    |
| Emelin melekler yaza deftere     |  | در حالی که ملائک اعمالش را ثبت می‌کنند |
| Her yanı istese baxanda göre     |  | و در حالی که هر عملش زیر نظر است      |
| Teriqetde bu sevdalı gerekdi     |  | چرا که و در طریقت عشق قدم نهاده‌است.   |

## آوازهای عاشیقی به مثابه زبان گویای اجتماع
در فرهنگ کهن ترک‌ها، قوشما به هر نوع شعری گفته می‌شد. با گذشت زمان مفهوم این کلمه به اشعاری محدود شد که عاشق‌ها در آوازهایشان استفاده می‌کنند و مهارت در سرودن قوشما یکی از ارکان حرفه عاشیقی شد. برخی از قوشماها مورد پسند عامه قرار گرفته و به نسل‌های بعدی منتقل می‌شوند. در نتیجه، با بررسی قوشماهایی که تا عصر ما حفظ شده‌اند می‌توان امیال غالب توده‌ها را در اعصار گذشته مشخص کرد. بدین‌ترتیب، عاشیق‌ها را می‌توان زبان گویای توده‌های مردم به حساب آورد. این مفهوم را علیرضا نابدل (اوختای) در شعری جاودانه ساخته‌است.
| چال عاشیق سازینی، اوره‌گیم دولوب  |  | عاشیق سازت را بزن قلبم پر شده‌است        |
| بعضاً اینسان ایچون درمان بو اولور |  | گاهی این درمانی برای دردهای انسانست،    |
| سازین نغمه‌لری آخسین کؤنلومه      |  | بگذار نغمه‌های سازت در روحم جاری شود     |
| یوخسا چیچک‌لریم عطش‌دن سولور       |  | و گرنه شکوفه‌هایم از غم پلاسیده خواهد شد |
| چال عاشیق سازینی، بلکه سازیندا   |  | عاشیق سازت را بزن شاید در نغمه هایت     |
| اومودسوز حیاتا بیر اومید تاپیم   |  | برای ناامیدیهای زندگی امیدی بیابم       |
| گل عاشیق سازیندا صبردن دانیش     |  | عاشیق بیا و در سازت از صبر بگو          |
| بلکه دؤزمک درسین آغزیندان قاپیم… |  | بلکه درس صبوری را از دهانت بقاپم ….     |
| اینسان دردلرینی گل سازیندا چال   |  | دردهای انسان را در سازت بنواز           |
| دؤزوملی عاشیق‌لاردان حکایت ائت    |  | از عاشیق‌های خوب حکایت کن                |
| گل، بیزه آی عاشیق عشق درسی وئر   |  | بیا ای عاشیق بما درس عشق بده            |
| اومیدسیز ساعاتدا دردیمیزه یئت    |  | در ساعات ناامیدی به دردمان برس.         |

شاید در تلاش برای آرامبخشی ناملایمت‌های اجتماعی، عنصر رئالیسم با تأکید بر عشق زمینی در آثار متاخر برجسته تر است. مثالی از عاشیق مشهور قرن بیستم، عاشیق حسین جوان (با ترجمه شهربانو قایاقیزی):
| چکیلیب قدرتدن قاشلارین گؤزه‌ل       |  | از طرف خدا ابروهایت زیبا نقش شده   |
| کیمین اولاجاقسان یاری، بخته‌ور؟     |  | خوشا آن‌کس که معشوقش تو باشی،       |
| تؤکولوب گردنه ایپک ساچلارین        |  | گیسوی ابریشمی ات بر گردن ریخته     |
| کیم هؤروپدو او ساچلاری بخته‌ور؟     |  | خوشا آن‌کس که آن گیسو را تنیده      |
| ته‌زه‌جه غنچه‌دن چیخیب یاناغین        |  | تازه از غنچه بیرون آمده گونه‌ات     |
| شفق سالیب گردنه بلور بوخاغین       |  | غبغب بلورت بر گردنت نورافشانی کرده |
| نه شیرین دیر دیلین، قایماق دوداغین |  | چه شیرین زبانت، خامه لبانت         |
| شان چکیبدی یقین آری بخته‌ور …       |  | حتماً زنبور آنجا شانی تنیده! .....  |

## داستان‌های عاشیقی
ایلهان باشگوز (İlhan Başgöz) کسی بود که داستان عاشیقی را تحت عنوان حکایه (Hikaye) در زبان انگلیسی جا انداخت. بر مبنای نوشته او، علی‌رغم آنکه حکایه عمدتاً منثور است ولی تعدد قطعات شعری در میانه متن ویژگی اساسی این سبک ادبی عامیانه است. تعداد این قطعات ممکن است در برخی حکایت از صد تا فراتر برود. از آنجا که هنر عاشقی در اساس شفاهی است، تعداد داستان‌های عاشیقی باید از تعداد عاشق‌ها بیشتر باشد. با این‌حال، بعضی از داستان‌ها در طی زمان بر جسته تر شده و به صورت مکتوب درآمده‌اند. موضوع اصلی داستان‌های عاشیقی عشق زمینی، جنگ‌های حماسی، یا ترکیبی از هر دو تاست. در روایت داستان‌های عاشیقی، علی‌رغم محیط اسلامی وقایع، قهرمانان زن ساز به‌دست گرفته و در نظر عمومی آواز می‌خوانند.
در ایران، قهوه‌خانه‌هایی که به اجرای داستان عاشیقی اختصاص داشته باشند به بنام قهوه‌خانه عاشیقلار شناخته می‌شوند. معروفترین این نوع مکان‌ها قهوه‌خانه حسین تیرانداز در مقابل باغ گلستان تبریز بود. فعالان چپ در دهه پنجاه پای عاشیق عبدالعلی نوری و عاشیق حسن اسکندری را به این قهوه‌خانه باز کرده و آنجا را به محفل روشنفکری تبریز تبدیل کردند. قهوه‌خانه که سابقاً اغلب محل مراجعهٔ روستاییان بود به تدریج پر از دانشجویان و جوانان می‌شد. حتی برخی از مسافرینی که به تبریز می‌آمدند سراغ قهوه‌خانه عاشیقلار را می‌گرفتند. قهوه‌خانه همیشه مملو از جمعیت بود. عاشیق‌ها یکی پس از دیگری ساز به‌دست می‌گرفتند و در میان جمعیت جوان حاضر در قهوه‌خانه می‌گشتند و آوازهای مورد تقاضای آنان را می‌خواندند.
در زیر برخی از داستان‌های عاشیقی معروف لیست شده‌اند:
- شاه اسماعیل یکم، مؤسس ایران صفوی، قهرمان یکی از مهم‌ترین داستان‌های عاشیقی است. شاه اسماعیل داستانی فرد عاشق‌پیشه‌ای است که ساز را جایگزین شمشیر کرده‌است. داستان عمدتاً بر پانزده سالگی شاه اسماعیل متمرکز می‌شود. در طی روایت، شاه اسماعیل عاشق یک دختر ایلاتی، به نام گلزار، می‌شود و هنگام جستجوی او دو معشوق دیگر به نام‌های گلپری و عرب زنگی را نیز به دست می‌آورد.[۴۰]

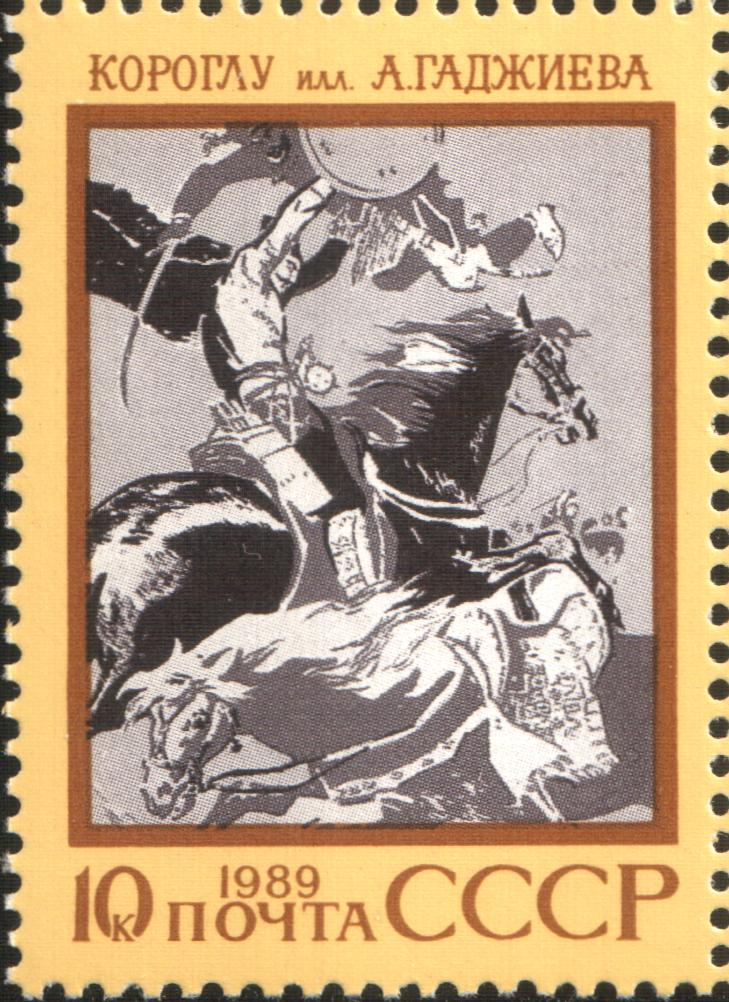
تمبری که در اتحاد جماهیر شوروی به مناسبت حماسه کور اوغلو منتشر شده‌است.

- کوراوغلو در مقام قهرمان یکی از مهم‌ترین داستان‌های عاشیقی، خود یک عاشیق بود، چرا که در اکثر آوازهای این داستان، عاشیق راوی با گفتن آدیم کور اوغلو دی خود را به جای کوراوغلو می‌نشاند. این داستان از آناتولی به کشورهای آسیای میانه پخش شده‌است و در طی این فر آیند به نحوی محتوای آن تغییر کرده‌است.[۴۱] در این داستان عشق رومانتیک با رفتاری رابین‌هود گونه آمیخته می‌شود. . یکی از نسخ این داستان، که به عنوان نسخه پاریس شناخته می‌شود، در باکو چاپ شده‌است.[۴۲] آهنگ ساز بزرگ آذربایجان، عزیر حاجی‌بیگف، اپرای معروفی بر مبنای داستان کوراوغلو ساخته‌است.
- عاشق واله: داستان مشاعره عاشق واله (۱۷۲۹–۱۸۲۲) با عاشق زرنگار است.[۴۳] بنا به روایت حکایت، در شهر دربند، عاشیقی به نام زرنگار زندگی می‌کرد که بسیار حاضرجواب و باسواد بود. هر عاشیق استاد که به دربند می‌آمد و با او مناظره می‌کرد، مغلوب می‌شد و به مجازات سختی گرفتار می‌آمد. واله از استاد خود عاشیق صمد اجازه گرفت و به مناظرهٔ زرنگار رفت و بر او پیروز شد و او را به زادگاه خود آورد. در پایان داستان واله با زرنگار ازدواج می‌کند.[نیازمند منبع]
- امیرارسلان نامدار

## عاشق‌های معروف
قرن سیزدهم

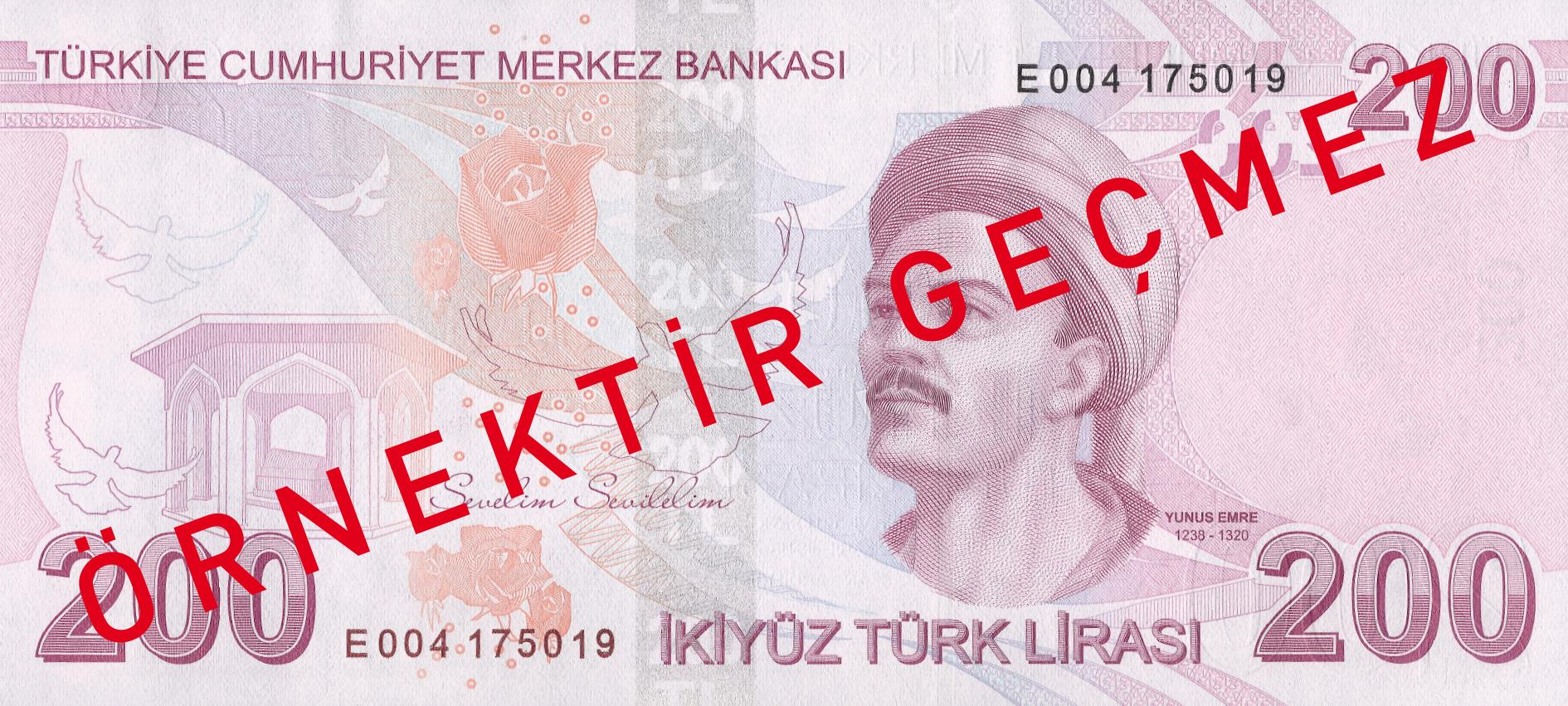
اسکناس بانکی ترکیه (۲۰۰۹) با تصویر یونس امره

- - یونس امره، (۱۳۲۱–۱۲۴۰ میلادی)، شاعر و عارف ترک یکی از نخستین افرادی بوده‌است که، به جای زبان فارسی یا عربی، به زبان مادری خود شعر نوشته‌است. تأثیر یونس امره در تکوین ادبیات عاشقی تا عصر حاضر ادامه داشته‌است. به این دلیل او را می‌توان یکی از عاشیق‌های قدیم به حساب آورد.[۴۴]

قرن چهاردهم
- - قایگوسوز ابدال، (۱۳۴۱–۱۴۴۴)، سراینده آوازهای عامیانه بود. عنوان یکی از سروده‌های جالب او از وقتی عاشق شدم ریشم را تراشیده‌ام[۴۵] است.

قرن شانزدهم
- - پیر سلطان ابدال (۸۷۹–۹۴۹ خورشیدی) چکامه‌سرای بنام علوی بود. نمونه‌ای از سروده‌های او بدین قرار است:[۴۶]

| Dostun en güzeli bahçesine bir hoyrat girmiş |  | رقیبی بدکردار به گلزار محبوبم آمد، |
| Korudur hey benli dilber korudur             |  | دلبرم، بوته‌ها خشکیدند، خشکیدند.    |
| Gülünü dererken dalını kırmış                |  | به قصد چیدن گلی ساقه‌ها برافکند     |
| Kurudur hey benli dilber kurudur             |  | دلبرم، بوته‌ها خشکیدند، خشکیدند…    |

- - عاشیق قربانی، متولد روستای دریلو، همدوره شاه اسماعیل و در مرحله آغازین نهضت ادبی شاه ختایی قرار دارد.[۴۷] آوازهٔ ماجراهای عاشیق قربانی با افسانه‌ها درآمیخته و منشأ داستانی گردیده بنام «عاشیق قربانی وپری» که زبانزد عاشیقان است.[۴۸] عاشیق قربانی می‌توانسته‌است ظریفترین و طبیعیترین احساس‌های انسانی را با مهارتی استادانه به ساز و سخن وصف کند. شعر مشهورش که ردیف «بنفشه» دارد، از این نظر حائز اهمیت است:[نیازمند منبع]

| تانری سنی خوش جمالا یئتیرمیش    |  | خداوند ترا زیبا آفرید                      |
| سنی گؤرن عاشیق، عاغلین ایتیرمیش |  | دلباختگان خرد از دست فروهشتند،             |
| ملکلرمی درمیش، گؤیدن گتیرمیش    |  | گویی ملائک تو را از آسمان چیده و آورده‌اند. |
| حاییف که دریبلر آز بنفشه نی.    |  | حیف که عرضه کم بود و بنفشه‌ها را چیدند!     |

- - عاشق غریب (Aşıq Qərib) :از جزئیات زندگی این عاشیق اطلاعات زیادی در دست نیست. ظاهراً فرزند تاجری تبریزی بوده که بعد از مرگ پدر ثروت او را از دست داده و به تنگدستی افتاده‌است.

قرن هفدهم
- - کاراجااوغلان
  - خسته قاسم (Xəstə Qasım) شاعر، عارف و فیلسوف قرن دوره افشاریه، (۱۷۶۰–۱۶۸۴ میلادی)، متولد و در گذشته تیکمه‌داش است. او یکی از ستون‌های استواری موسیقی عاشیقی است.[۴۹] موضوع اساسی شعر «خسته قاسیم»، غم، درد، حسرت و شکایت از ستم دوران است. انتخاب تخلص «خسته» نیز ظاهراً از همین‌جا ناشی است.[نیازمند منبع] خسته قاسیم، علاوه بر استادی در سرودن انواع قالب‌های شعری کلاسیک همانند قصیده و غزل، قالب‌های جدیدی را در ادبیات عاشقی وارد کرد. یکی از استادانه‌ترین تجنیس‌های مستزاد (müstəzad) او، که در طی آن از معانی متضاد لغت یاسین (مشتق از نام سوره یس) استفاده می‌کند، بقرار زیر است:

| İgid olan ixlas bağlar Yasinə    |  | Oxudum Quranı çıxdım Yasinə    |
| Namərd boynu ya sına             |  | Aşıq deyər ya sına             |
| Ya inciyə, ya sına               |  | Nanəcibə söz demə              |
| Eşidənlər deyər, ay hayıf, hayıf |  | Qasım ölər, ellər gələr yasına |

- - ساری عاشیق ، (Sarı Aşıq)، که در اواخر دورهٔ صفویه زندگی می‌کرد، به «غریب عاشیق»، «ساری عاشیق» و «حق عاشیقی» معروف بود. بنظر می‌آید که وی در یکی از دهات شهرستان اهر به دنیا آمده، دوران جوانی خود را در ارسباران به سر آورده و سپس به ایالت «زنگه زور» شمال کوچ کرده و در دهی به نام «قاراداغلی» ساکن شده‌است. عاشیق‌های بعدی دربارهٔ زندگی او منظوم‌های با نام «یاخشی و ساری» آفریده‌اند.[نیازمند منبع] بایاتی‌های ساری عاشیق معروف هستند.[۲۶]
  - عاشیق عباس توفارقانلی یا تفارقانلی، Aşıq Abbas Tufarqanlı، در آذرشهر، که با نام تاریخی تفارقان شناخته می‌شد، به دنیا آمد و هم‌عصر با شاه عباس بزرگ است. داستان عاشیقی «عباس و گلگز» (Abbas və Gülgəz), با موضوع ماجراهای عاشقانه عاشیق عباس توفارقانلی، بسیار معروف است. در آوازهای این داستان عباس معشوق خود را با اشعار لطیفی توصیف می‌کند. از معروف‌ترین آوازهای عباس «بینمز» با مطلع زیر است:[۵۰]

| Ay ağalar , bir zamana gəlibdir |  | ای آقایان شما را گویم از زمانه‌ای که، |
| Ala qarğa şux tərlanı bəyənməz  |  | کلاغ سیاه بلبل زیبا را نمی‌پسندد      |
| Oğullar atanı, qızlar ananı     |  | پسران پدر را، و دختران مادر را       |
| Gəlinlər də qaynananı bəyənməz  |  | و عروسان مادر شوهر را نمی‌پسندند.     |

قرن هیجدهم
- - عاشیق واله (Aşıq Valeh) در سال ۱۷۲۹ در روستای گلابلو، در شهرستان آقدام، به دنیا آمد. او در سال ۱۸۲۲ در روستای زادگاه خود درگذشت و در کنار همسرش، زرنگار، دفن شد. بر پایهٔ سروده‌های واله، منظومه‌ای نیز به نام «واله و زرنگار» ساخته شده‌است. این منظومه چاپ شده‌است. در منظومه، برخی حادثه‌های زندگی عاشیق واله به صورت حکایات ضمنی ترنم می‌شود.[نیازمند منبع]

قرن نوزدهم

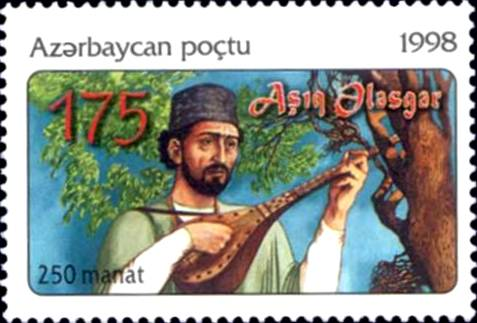
تمبر بزرگداشت عاشق علسگر

- - عاشیق علی‌عسگر از مشهورترین عاشیق‌های همه ادوار است و شاید درست باشد که او را به تنهایی بتوان یک مکتب در صنعت عاشیقی نامید. در سال ۱۸۲۱ در روستای آق‌کلیسا در استان گغارکونیک سرزمین خانات ایروان (ارمنستان کنونی) متولد شد.[۵۱] سبک عاشق علعسگر احتمالاً در تکوین موسیقی عاشقی به فرم امروزی بیشترین سهم را داشته‌است. علعسگر در عین حال که برای آموزنده بودن ساخته‌هایش تلاش می‌کند، هرگز از توصیف زیبایی‌های دنیوی غافل نمی‌شود. او در معنای واقعی کلمه، خنیاگر زیبایی‌هاست. در سرتاسر آفرینش ادبی و موسیقایی وی، نمی‌توان آهنگی و سروده‌ای یافت که در آن از دلبر و دلبری و زیبایی سخن نگفته باشد.[نیازمند منبع] در اینجا یکی از محبوبترین ساخته‌های علعسگر را می‌آوریم:

| جیلوه لنیب نه کارشیمدا دورموسان     |  | چه آراسته روبرویم ایستادی                  |
| اولوم سنه قوربان آی ساری کؤینک      |  | الهی که قربانت شوم ای پیراهن طلایی،        |
| دویماق اولمور عشوه سیندن نازیندان   |  | از عشوه و نازت سیر نمی‌شوم                  |
| فره کهکلیک کیمی خوش آوازیندان       |  | از آواز خوش کبک مانندت                     |
| یئل ووروب روبندی آچیب اوزوندن       |  | باد نقاب را از چهراه ات کنار زد            |
| ائله بیلدیم دوغدی گون آی اوزوندن    |  | فکر کردم که مهتاب و آفتاب از چهره ات تابید |
| اگر قدم قویوب بیر بیزه گلسن         |  | اگر قدم رنجه کنی و به خانه‌مان بیائی        |
| یئرین وار گؤز اوسته آی ساری کؤینک … |  | روی تخم چشممان جا داری پیراهن طلایی ….     |

قرن بیستم
- - عاشیق گلاب داودی دارای لقب «دده» و از عاشیق‌های برجسته ایران و آذربایجان در ساخت ساز و قصه گویی تبحر خاصی دارد.[۵۲][۵۳]
  - مخلص آخار سؤ , عدالت , حسین بزالقانلی , 'حسین ساراچلی' , امراه , عاشیق ایمران حیدری
  - عاشیق محزونی شریف (۱۷ نوامبر ۱۴۴۰–۱۷ می ۲۰۰۲)، عاشیق، آهنگساز، شعر و نویسنده ترکیه‌ای بود. او در جا انداختن موسیقی عاشیقی در محافل روشنفکری نقشی عمده داشت.[۵۴] نمونه‌ای از سروده‌های محزونی:

| Kader böyle imiş böyle yazılmış |  | تقدیر چنین بود چنین نوشته،    |
| Gidiyorum kara gözlüm ağlama    |  | می‌روم، چشم سیاهم گریه نکن     |
| Mezarımız gurbet ele kazılmış   |  | مزارمان بر دیار غربت کنده شده |
| Gidiyorum dudu dilim ağlama     |  | می‌روم طوطی زبانم گریه نکن…    |

- - عاشیق حسین جوان یکی از سرشناس‌ترین عاشیق‌های قرن بیستم متولد آتی‌کندی ارسباران است. حسین جوان در سال ۱۹۱۶ چشم به جهان گشود. پدرش را در کودکی از دست داد و او را به قفقاز برد. حسین در ۷ سالگی به مزدوری پرداخته و احشام دیگران را می‌چراند. در ۱۹۲۷ شاگرد عاشیق موسی (برادرزاده عاشق علعسگر) شد. عاشیق موسی رموز عاشیقی و ادبیات شفاهی مردمی آذربایجان را به حسین آموخت. . عاشیق حسین در ۱۹۳۸ به تبریز آمد. چون در سال ۱۹۴۶ تئاتر ملی در تبریز تشکیل شد، او معاون مدیر این تئاتر بوده و نغمه‌های انقلابی را نیز اجرا می‌کرد. او در دهه هنر و ادبیات آذربایجان در مسکو، رهبر دسته عاشیق‌ها بود و در ۱۹۵۸ درگذشت.[۵۵]
  - کماندار افندو متولد ۲۲ اکتبر ۱۹۳۲ در شهر مارنئولی گرجستان است. او از سنین پایین ساز زدن را شروع کرده و در سال ۱۹۵۹ نماینده عاشیق‌های آذربایجان شد.[۵۶] کماندار، در میان دوست دارن موسیقی عاشقی، بخاطر اجرای هنرمندانه داستان عاشق غریب معروف است.

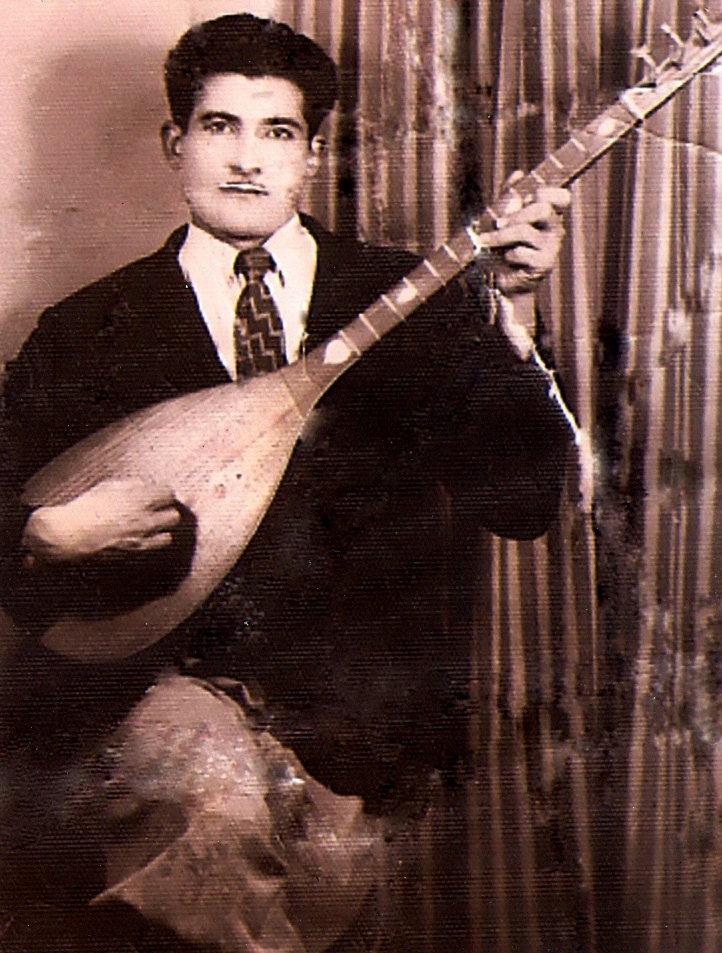
تصویر ۲۲ سالگی عاشیق رسول قربانی که در سال ۱۳۳۴ گرفته شده‌است.

- - عاشیق رسول قربانی که اکنون با عنوان «دده» در بین عاشق‌ها شناخته می‌شود، در سال ۱۳۱۲ در روستای عباس‌آباد ارسباران به دنیا آمد. وی فعالیت در عرصه موسیقی عاشیقی را از سال ۱۳۳۰ آغاز کرد و از سال ۱۳۴۳ در رادیو به اجرای موسیقی پرداخت. رسول از سال ۱۳۶۴ در جشنواره‌های مختلف موسیقی محلی داخلی حضور یافته و همچنین در فستیوال‌های خارجی در بیش از ۱۵ کشور جهان روی صحنه رفته‌است.[۵۷][۵۸] عاشیق رسول نشان هنری تبریز را دریافت کرده‌است.[۵۹] قرار است جشن بزرگداشت هشتاد سالگی رسول در فرهنگسری نیاوران برگزار شود.[۶۰] وی در شامگاه ششم مهرماه ۱۳۹۴ در تبریز درگذشت.
  - عاشیق درویش وهاب‌زاده در سال ۱۳۰۲ در روستای کردلر (ارومیه) دیده به جهان گشود. او پای ثابت برنامه‌های موسیقی در رادیو ارومیه بود. عاشیق درویش در نهم مردادماه سال ۱۳۷۲ شمسی دار فانی را وداع گفت و در روستای زادگاهش به خاک سپرده شد. به عقیده کارشناسان، حیات امروزی موسیقی عاشیقی در بخش غربی آذربایجان مدیون فعالیت‌های برجسته هنری این استاد است.[۶۱]
  - عاشیق محمد حسین دهقان در سال ۱۳۱۳ در روستای ایگدیر (ارومیه) به دنیا آمده، از۸ سالگی انگشتانش ساز عاشیقی را لمس کرده (در دست گرفته) و از ۱۵ سالگی در مجالس و جشن‌های مردمی حضور یافته‌است.[۶۲]
  - عاشیق عبدالعلی نوری در سال ۱۳۱۸ در روستای جانانلو به دنیا آمد و در خرداد ۱۳۸۲ دار فانی را وداع گفت. عاشیق عبدالعلی، شاگرد عاشیق خیرالله بوده و در اکثر زمینه‌های شعر هجایی آذربایجانی از جمله بایاتی، قوشما، گرایلی و تابان آثاری از خود به یادگار گذاشته‌است. او بیش از ۵۰ سال فعالیت هنری در زمینه موسیقی عاشیقی داشت و به خاطر داشتن صدای دل‌انگیز دارای شهرت فراوانی بود. عاشیق عبدالعلی بعد از انقلاب توسط وزارت فرهنگ و ارشاد اسلامی در بسیاری از فستیوال‌های داخلی و خارجی شرکت کرده و مقام‌های قابل توجهی به‌دست‌آورد.[۶۳][۶۴]
  - عاشیق حسن اسکندری در سال ۱۳۲۴ در روستای اوزوم‌کاللا به دنیا آمد. از سال ۱۳۳۵ در تبریز به فرشباف مشغول شد و از سال ۱۳۴۳ در تهران به نانوائی پرداخت. در سال ۱۳۴۸ به تبریز بازگشته و هنر عاشیقی را پیشه کرد. از سال ۱۳۵۵ کنسرت‌های عاشیق حسن در دانشگاه‌های ایران پا می‌گیرد و تاکنون هم ادامه دارد.[۶۵] گروه عاشیق حسن در جشنواره موسیقی آوینیون فرانسه در ۱۳۷۰ به عنوان گروه برگزیده شناخته شد. او در ۱۳۷۵ به عنوان بهترین تنظیم‌کننده برنامه‌های موسیقی رادیو و تلویزیون و در ۱۳۷۹ و ۱۳۸۰ به عنوان بهترین خواننده و تنظیم‌کننده برای تولیدات رادیو و تلویزیون انتخاب شد.[۶۶] عاشیق حسن به همراه عاشیق رسول نشان تبریز را دریافت کرده‌است.[۵۹]

قرن بیست و یکم
- - چنگیز مهدی‌پور، متولد سال ۱۳۴۰ در روستای شیخ حسینلو، نشان درجه یک هنری کشور را کسب کرده‌است.[۶۷] چنگیز دو کتاب در زمینه موسیقی عاشیقی تألیف کرده‌است؛ عاشیق هاوالاری[۶۸] و مکتب قوپوز.[۶۹]
  - پریسا ارسلانی سال ۱۹۷۸ در ارومیه متولد شد. مدت‌ها قبل از اینکه به خوانندگی حرفه‌ای بپردازد، نوازنده ساز شده بود. وی در چندین جشنواره ملی موسیقی ایران به عنوان نفر اول و پدیده جشنواره‌ها شناخته شد و به دریافت جوایز متعددی نایل شد. او در رشته آواز از کنسرواتوار ملی آذربایجان فارغ‌التحصیل شده‌است.[۷۰]
  - عاشیق حسین ساعی، متولد ۱۳۴۵، با سال‌ها فعالیت در جایگاه پژوهشگر داستان‌ها و حکایت‌های قدیمی آذربایجان و عاشیق‌ها، ۵۵ عنوان کتاب در این زمینه را به چاپ رسانده‌است.[۷۱]
  - سمیرا علیوا، متولد ۱۹۸۱ در باکو، یک عاشیق حرفه‌ای است و در دانشگاه دولت آذربایجان تدریس می‌کند. سمیرا به حفظ فرم سنتی موسیقی عاشقی پایبند است.[۷۲]
  - زولفیه عبادوا (Zülfiyyə Ibadova) در سال ۱۹۷۶ به دنیا آمد. او عاشقی پویا است و سبک منحصر به فرد خود را دارد. زولفیه آهنگ‌های زیادی ساخته از و علاقه‌مند به نوع آوری در زمینه ترکیب ساز با آلات دیگر است.[۷۲]
  - فضائل مسکینلی، متولد ۱۹۷۲، استاد مسلم ساز است. او در دانشگاه دولتی آذربایجان تدریس می‌کند.[۷۳]
  - کوثر علی شهبازی (سلجوق) در سال ۱۳۴۱ شمسی در روستای آغچه‌قشلاق (میانه) به دنیا آمد و در سنین نوجوانی هم‌زمان با نقل مکان کردن به استان تهران شروع به یادگیری موسیقی عاشیقی کرد. به درخواست و پیگیری‌های عاشیق شهبازی برای نخستین‌بار بعد از انقلاب موسیقی عاشیق به رسمیت شناخته شد و در صدا و سیما پخش شد.[۷۴]
  - عاشیق محرم سلمانی در سال ۱۳۲۰ در روستای قاسم‌آباد ساوه متولد شد. وی از طرف مادری به شاهسون‌های مقیم منطقه و از طرف پدری به قفقاز منتسب است. از آخرین و چیره‌دست‌ترین نوازندگان و سازندگان چگور منطقه مرکزی ایران بود و در گروهی با نام عاشیق حوزونی فعالیت می‌کرد. از وی تنها یک کتاب در مقام ساز محبوبش به نگاره درآمد و دو کتاب شعر به فارسی و ترکی که هیچ‌کدام در زمان حیاتش اجازه انتشار نیافتند.{{subst:2023}}}} وی در بهار ۱۳۸۱ از دنیا رفت. وی از چهره‌های میراث فرهنگی استان مرکزی و ایران است.

عاشیق مسیح الله رضایی:

## نگارخانه

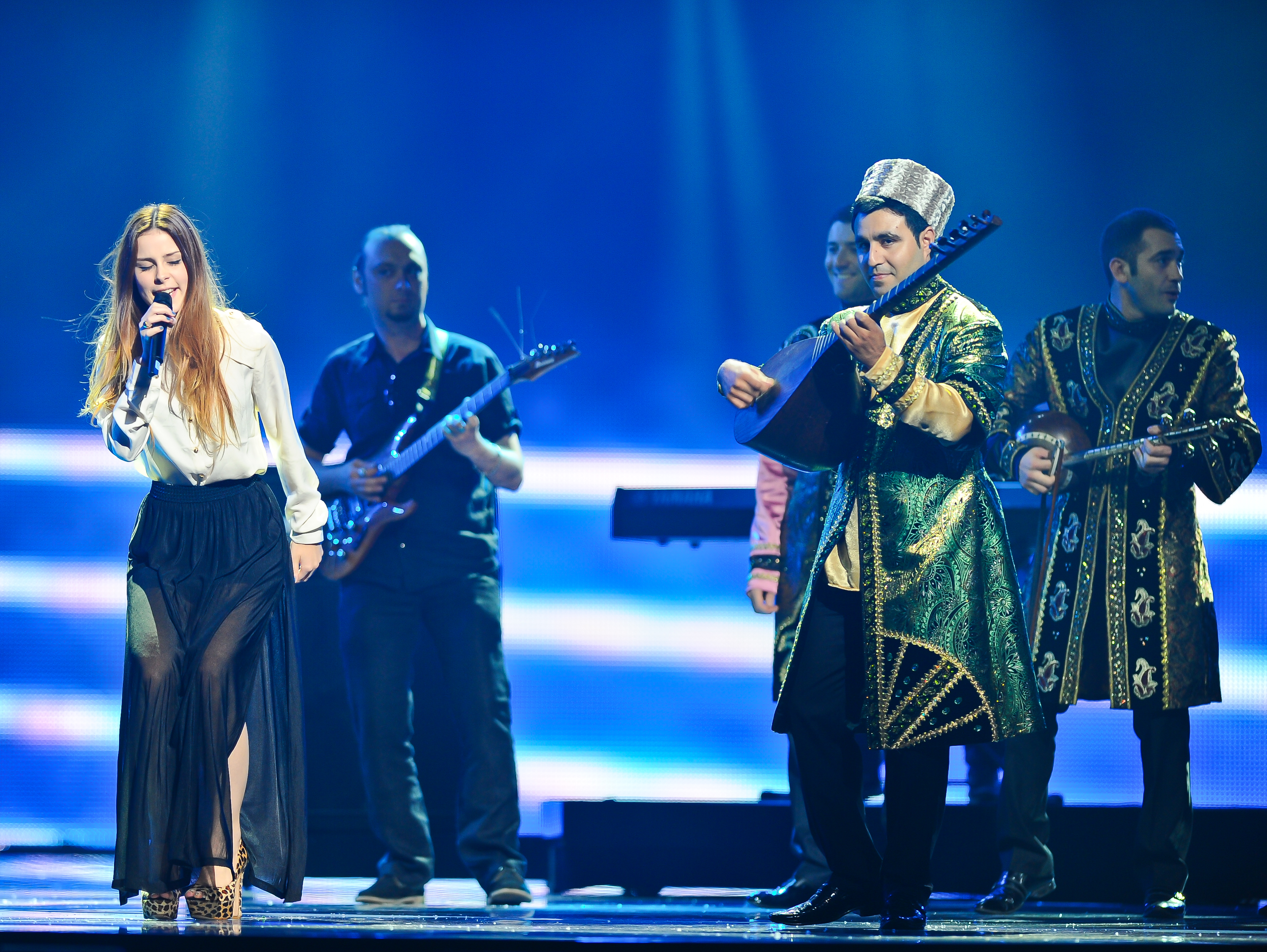
نواختن ساز در مسابقه آواز یوروویژن ۲۰۱۲.
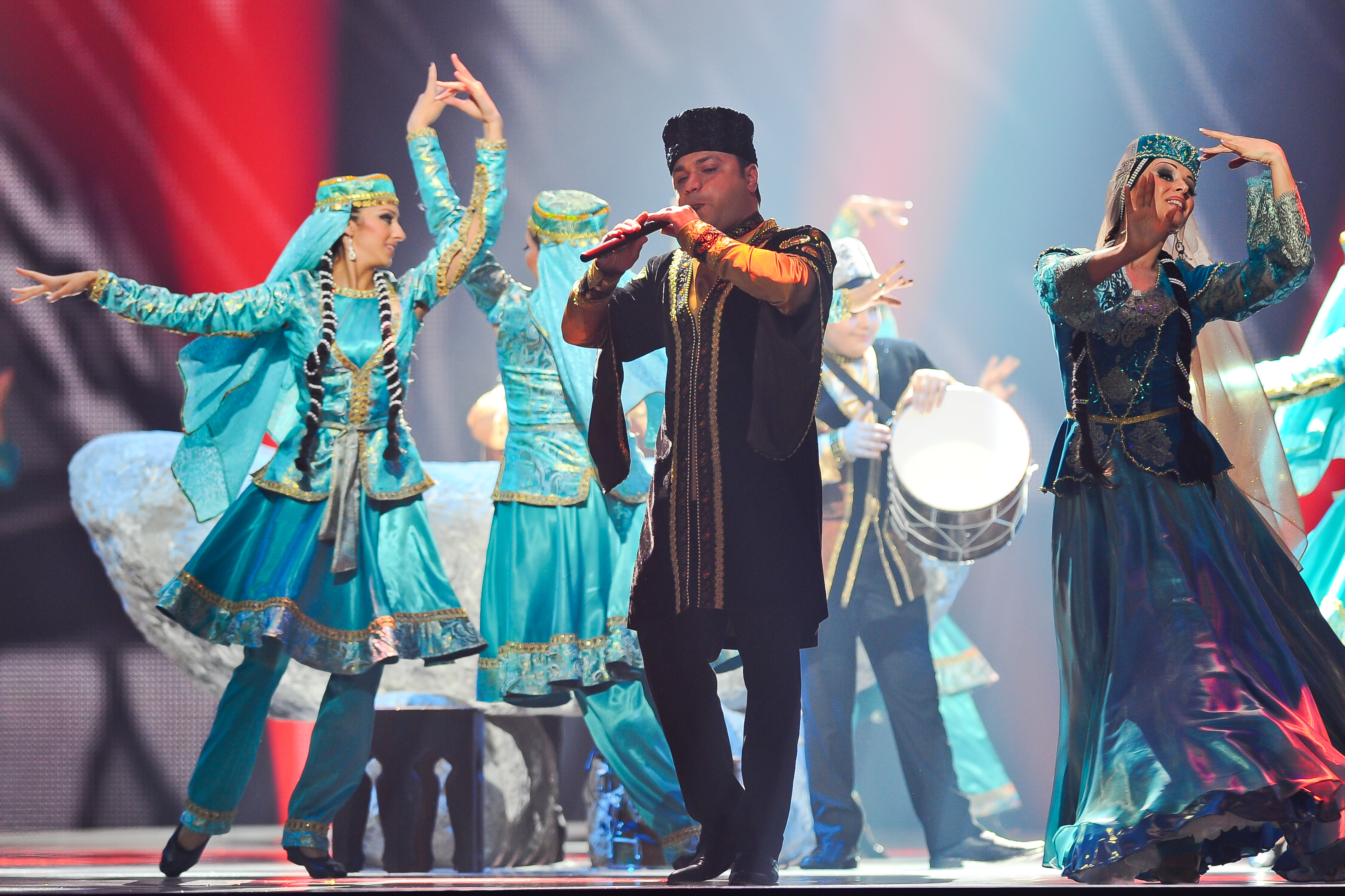
نواختن بالابان و قاوال در مسابقه آواز یوروویژن ۲۰۱۲.